# Ebbe Hamerik
Ebbe Hamerik (eller Ebbe Hammerich) (5. september 1898 på Frederiksberg – 12. august 1951 under lystsejlads i Kattegat) var en dansk komponist og dirigent, som var søn af komponisten Asger Hamerik og komponisten Margeret Hamerik.
Han blev student fra Sorø Akademi i 1916 og havde allerede da komponeret en del sange. I de næste år studerede han musik bl.a. med den belgiske kapelmester og komponist Frank von der Stucken og debuterede i 1919 i en alder af 21 år som dirigent for et amatørorkester han selv havde samlet. Hans evner som orkesterleder bragte ham med det samme ind ved Det Kongelige Teater hvor han virkede 1919-1922 som kordirigent, og i 1920 fik sin debut som kapelmester med Gluck’s opera Orpheus og Eurydice.
Årene 1922-1927 tilbragte han på studieophold i udlandet og fik i disse år sin første opera Stepan opført i Mainz 1924, senere i Antwerpen, Lübeck og andre steder. I København blev den opført 1926, men blev her ret dårligt modtaget af kritikken. Fra 1927-1931 var Hamerik dirigent for Musikforeningen, men han formåede ikke at hindre at foreningen blev opløst i 1931. Siden da virkede Hamerik som dirigent i ind- og udland (Wien, Leipzig, og Dresden) og 1939-1943 som jævnlig gæst i DR. Han blev anerkendt som en af sin generations betydeligste danske orkesterledere. I 1933 fik han Det anckerske Legat.
Som komponist er Hamerik mest kendt for sin musik for teatret, men han har også skrevet en stor mængde sange, en del kammermusik samt 5 symfoniske værker. Han ville ligesom sine jævnaldrende frigøre sig fra romantikken, men han sluttede sig ikke af den grund til 1920'ernes internationale antiromantiske retninger. Ikke til franske retninger, ikke til tyske, ikke til "ny saglighed", skolemusikbevægelse eller tolvtonemusik. Han ville skabe på sine egne betingelser. På den ene side er musikken gennemtænkt, ligefrem kantet, på den anden kan den være varm og melodisk.
Hans privatliv var præget af de samme tendenser. Han var engageret og kompromisløs. Han deltog som frivillig i Den finske Vinterkrig med tjenestenummer som menig 621. Hamerik var en ivrig sejlsportsmand. Hans sejlbåd strandede i august 1951 og han selv druknede. Hans lig blev aldrig fundet. 
"Og Havet tog ham helt i Favn, modtog sin Ven - Sortladne Hav".

## Værker (ikke udtømmende)

### Opera
- Stepan (1922)
- Leonardo da Vinci: 4 Scener af hans Liv (1930)
- Marie Grubbe (efter J.P. Jacobsen) (1940)
- Rejsekammeraten (eventyropera 1943)
- Drømmerne (Polytonalt musikdrama i to akter 1949)

### Musik med orkester
- Sommer (baryton og orkester 1920)
- Kantate v/ Studentergaardens Indvielse i Oktober 1923.
- Dionysia (Bacchanale – koreografisk Musik 1926)
- 3 Goethelieder. Mut, Erinnerung, Cophtisches Lied (baryton og orkester – 1928)
- Quasi Passacaglia e Fuga for strygeorkester/strygekvintet (1932)
- Orkestervariationer over det danske Statsradiofonisignal tilegnet Lytteren (1933)
- Sinfonie Ouverture (1933/1948)
- Symfonisk Suite af operaen Leonardo da Vinci (1934)
- Lille Suite – digte af Otto Gelsted (alt og kammerkorkester – 1936)
- Un Cantus Firmus I: Sinfonia molto breve (1937)
- Cantus Firmus II: Sinfonia assai breve (1947)
- Cantus firmus III: Sinfonia breve (1948)
- Cantus firmus IV: Politonalita per orchestra piccola (1949)
- Cantus firmus V: Sinfonia breve (1949)
- Concerto molto breve for oboe and orchestra (1950)
- Herrens Hammer (mezzosopran og orkester 1936/1946)

- Larghetto (kvindestemme og orkester)

### Kammermusik
- Strygekvartet i d-mol (1917)
- Strygekvartet i A-dur (1917)
- Ballade for Piano 1917
- Fantasi og Fuge for Piano (1919)
- Præludium og fuga (orgel 1919)
- Petite Suite Venetienne (Spinet 1923)
- Mosaik (Lille Suite for Soloviolin 1932)
- Præludium og Allegro für Flöte, Streicher und Cembalo (1932)
- Quasi Passacaglia e Fuga (strygekvintet/strygeorkester 1932)
- Blæserkvintet (1942)
- Solo – Duo – Trio for Violin, Viola og Violoncello (1944)

- Dialog for violin og viola
- Dialog for obo og klarinet
- Mosaik nr. 2 (Miniatur-Suite for Violoncell Solo)
- Serenade (Duett für Mandoline und Guitarre)
- Sorana (violin og klaver)

### Sange
- Sange 1915 (Sommernatten, Sommer i Danmark, Nattens Røster, Nattergalen, Ved Aften, I Lunden, Modersmaalet, En ung Piges Klage, Der ligger en Gaade)
- Sange 1916 (Lullaby, Stille Lykke, Et Stjerneskud, Solfaldsskyer)
- Jeg havde mig en Drøm saa ond (1916)
- Ved Syrentid (1918)
- April (1917)
- Som Bjærge (1917)
- The Sisters Ballad (1917)
- Morgenandagt (1918)
- Over den blege Pande (1918)
- Foran Saphos Statue (1918)
- Sejlsang (1919)
- Anekdote (1919)
- Styrmand Anderssons Hjemkomst (1922)
- Vuggesang (1923)
- Galgenfugl (1927)
- Wanderers Nachtlied (1928)
- Tre Røvere fra Rold (1932)
- En skæmtsom Vise (1932)
- Fabel (Der var engang en gammel Ged – 1932/1943)
- Finlands Jord (1940)
- Upp alla Nordens män (1940)
- Hymne (1941)
- Danmarks Folkesang (1941)
- Naturens muntre Datter (1942)
- Børnesange 1943 (Vort Dannebrog; Vuggesang; Smaa Blomster; Paa Marken; Mine Gedebukke; Lille Barn; God Dag! du lille Juletræ)
- Ved Laasby Kirke 1944
- Uden Hyre (1944)
- Sømandsdans (1944)
- Lille Pers Sang (1944)
- En Vise om Tørfisk (1944)
- Nøgen (1945)
- De stille Stunder (1945)
- Kølvandet glitrer (1945)
- Drivgods (1945)
- Roskilde Fjord (1945)
- Ingen ved det (1945)
- Skærsommer-Ensomhed (1945)
- Sange af Erik Bertelsen, 1945 (Aften i Havnen; Stien; Midsommernat; Vemodig Vise; De skønneste Stunder; Kølvandet glitrer; Drivgods)
- En sidste hilsen til sejleren Peder Holm (1950)

- Aftenbøn
- Danse, danse, Dukke min
- Den lille Ole
- Desir ardent
- Flinke Hest
- La Bonne Chanson
- Skipperkrønike
- Ved Løvfald

#### Korsange
- Hymne (mandskor 1923)
- Tibbie Dunbar (mandskor 1932)
- Duncan Gray (mandskor 1932)
- Rosvald, Fuldbefaren Matros paa Skonerten "Rosa" siger Farvel til Skelskør (bas solo og mandskor – 1936)
- Vej dine Farver (mandskor 5-stemmigt 1939)
- Vej dine Farver (mandskor 1939)
- Der er et yndigt Land (mandskor og blandet kor 1940)
- Jeg er Danmarks Folkesang (blandet kor 1940)
- Finland (mandskor a capella 1941)
- A bocca chiusa: Serenata a cappella (mandskor 1941)
- Sømandsdans (mandskor 1941)
- To Mandskorsange a capella (Januar; Bogfinken – 1942)
- Danmark, nu blunder (mandskor 1942)
- Shanty (mandskor a capella 1950)

- Der gaar en Mand (mandskor a cappella)
- Svanerne (10-stemmigt mandskor)